# Chorso toulouse-i gróf
Chorso (más forrásokban Chorson, illetve Torson, Tercin, Torso) a Toulouse-i grófság első, a Karolingok által kinevezett grófja.
Életéről gyakorlatilag csak attól fogva tudunk, hogy Nagy Károly, amikor 778-ban grófságokra darabolta a korábbi akvitán hercegséget, Toulouse grófjává Chorsót nevezte ki. 
Jámbor Lajos uralkodásának első éveiben (781-től) hercegi rangban ő volt Akvitánia régense. Éppen ezért az Asztronómus néven ismert történetíró 789-ben írt Vita Hludovici (Lajos élete) című munkájában Chorso dux Tholosanus (azaz Chorso, toulouse-i herceg) néven szerepel.
Közvetett adatokból a történészek arra következtetnek, hogy erőszakos túlkapásaival főleg a grófság nyugati részén élő baszkokat haragította magára. Ők II. Lupus baszk herceghez fordultak segítségért, eredménnyel. A herceg Adalrik (Odalric) nevű fia 787-ben vagy 789-ben elfogta Chorsót. A grófot Lupus hűségesküre kényszerítette, majd olyan megegyezést erőszakolt ki Nagy Károllyal, amelynek értelmében Károly Chorsót leváltotta tisztségéből, és helyére a királyi család egy Vilmos nevű tagját nevezte ki. Chorsót túlkapásaiért örökös száműzetésre ítélték, ahol gyaníthatóan hamarosan meghalt.

## Fordítás
- Ez a szócikk részben vagy egészben  a   Chorso című angol Wikipédia-szócikk ezen változatának fordításán alapul.  Az eredeti cikk szerkesztőit annak laptörténete sorolja fel. Ez a jelzés csupán a megfogalmazás eredetét és a szerzői jogokat jelzi, nem szolgál a cikkben szereplő információk forrásmegjelöléseként.